# Critério do Dauphiné de 2017
A 69.ª edição do Critério do Dauphiné, foi uma corrida de ciclismo de estrada por etapas que se celebrou entre 4 e 11 de junho de 2017 na França sobre um percurso de 1151,5 quilómetros com início na cidade de Saint-Étienne, e final no porto de Plateau de Solaison.
A corrida fez parte do UCI WorldTour de 2017, sendo a vigésimo terceira competição do calendário de máxima categoria mundial.
A corrida foi vencida pelo corredor dinamarquês Jakob Fuglsang da equipa Astana, em segundo lugar Richie Porte (BMC) e em terceiro lugar Dan Martin (Quick-Step Floors).

## Equipas participantes
Tomaram parte na corrida 22 equipas: 18 de categoria UCI WorldTour de 2017 convidados pela organização; 4 de categoria Profissional Continental. Formando assim um pelotão de 176 ciclistas dos que acabaram 125. As equipas participantes foram:
| Equipes WorldTeam (18)- AG2R La Mondiale - Astana - Bahrain-Merida - BMC Racing Team - Bora-Hansgrohe - Cannondale-Drapac - Dimension Data - FDJ - Katusha-Alpecin - Lotto NL-Jumbo - Lotto-Soudal - Movistar Team - Orica-Scott - Quick-Step Floors - Sky - Team Sunweb - Trek-Segafredo - UAE Team Emirates Equipes profissionais Continentais (4)- Cofidis, Solutions Crédits - Delko Marseille Provence KTM - Direct Énergie - Wanty-Groupe Gobert |
| |

## Percorrido
O Critério do Dauphiné iniciou seu percurso na cidade de Saint-Étienne com três voltas de um circuito final duro com a subida a Rochetaillée, depois nas seguintes etapas os velocistas puderam desfrutar de duas etapas em Saint-Chamond e Le Chambon-sur-Lignon antes de deixar o palco aos corredores na Contrarrelógio individual de 23,5 quilómetros entre as cidades de La Tour-du-Pin e Bourgoin-Jallieu. Finalmente nas três etapas de fechamento, os ciclistas passaram pelo Mont du Chat na 6.ª etapa, com uma subida de quase 9 quilómetros de longo para um desnível médio superior ao 10%. Os protagonistas aprenderão desta experiência porque a subida também incluir-se-á na 9.ª etapa do Tour de France de 2017. A cerejaa do pastel foi a 7.ª etapa com a subida ao Alpe d'Huez, a mítica montanha nos alpes franceses com 1850 metros de altitude e suas 21 curvas de herraduras, com uma pendente média de 8,2% e uma pendente máxima de 11,5%. Finalmente, a última etapa é uma autêntica etapa rainha, com três prêmios de montanha prévias para ascender para o Col des Saisies, Col des Aravis, Col la Colombière, e por último, a ascensão de 11,3 quilómetros ao Plateau de Solaison com uma pendente média de 9,2% em media, onde os pretendentes à coroa mostraram toda a sua forma na ascensão final.
| Etapa | Data    | Percurso                             | type                      | Distância (km) | Vencedor        | Líder geral     |
| ----- | ------- | ------------------------------------ | ------------------------- | -------------- | --------------- | --------------- |
| 1     | 4 jun.  | Saint-Étienne – Saint-Étienne        | etapa escarpada           | 170            | Thomas De Gendt | Thomas De Gendt |
| 2     | 5 jun.  | Saint Chamond – Arlanc               | etapa escarpada           | 171            | Arnaud Démare   | Thomas De Gendt |
| 3     | 6 jun.  | Le Chambon-sur-Lignon – Tullins      | etapa plana               | 184            | Koen Bouwman    | Thomas De Gendt |
| 4     | 7 jun.  | La Tour-du-Pin – Bourgoin-Jallieu    | contrarrelógio individual | 23,5           | Richie Porte    | Thomas De Gendt |
| 5     | 8 jun.  | La Tour-de-Salvagny – Mâcon          | etapa plana               | 175            | Phil Bauhaus    | Thomas De Gendt |
| 6     | 9 jun.  | Parc des oiseaux – La Motte-Servolex | média montanha            | 145,5          | Jakob Fuglsang  | Richie Porte    |
| 7     | 10 jun. | Aoste – Alpe d'Huez                  | alta montanha             | 167,5          | Peter Kennaugh  | Richie Porte    |
| 8     | 11 jun. | Albertville – Plateau de Solaison    | alta montanha             | 115            | Jakob Fuglsang  | Jakob Fuglsang  |

## Desenvolvimento da corrida

### Etapa 1
| \| Classificação por etapas \| Classificação por etapas \| Classificação por etapas \| Classificação por etapas \| Classificação por etapas \| \| Ciclista \| Ciclista \| Equipe \| Tempo \| \| \| ------------------------ \| ------------------------ \| -------------------------- \| ------------------------ \| ------------------------ \| \| 1. \| Thomas De Gendt \| Lotto-Soudal \| 4h17m04s \| \| \| 2. \| Axel Domont \| AG2R La Mondiale \| + 44s \| \| \| 3. \| Diego Ulissi \| UAE Team Emirates \| + 57s \| \| \| 4. \| Pierre Latour \| AG2R La Mondiale \| + 57s \| \| \| 5. \| Emanuel Buchmann \| Bora-Hansgrohe \| + 57s \| \| \| 6. \| Sonny Colbrelli \| Bahrain-Merida \| + 59s \| \| \| 7. \| Julien Simon \| Cofidis, Solutions Crédits \| + 59s \| \| \| 8. \| Alejandro Valverde \| Movistar Team \| + 59s \| \| \| 9. \| Ben Swift \| UAE Team Emirates \| + 59s \| \| \| 10. \| Michael Valgren \| Astana \| + 59s \| \| |                    |                            |          |
| |                    |                            |          |
| |                    |                            |          |
| Classificação por etapas |                    |                            |          |
| Ciclista | Ciclista           | Equipe                     | Tempo    |
| 1. | Thomas De Gendt    | Lotto-Soudal               | 4h17m04s |
| 2. | Axel Domont        | AG2R La Mondiale           | + 44s    |
| 3. | Diego Ulissi       | UAE Team Emirates          | + 57s    |
| 4. | Pierre Latour      | AG2R La Mondiale           | + 57s    |
| 5. | Emanuel Buchmann   | Bora-Hansgrohe             | + 57s    |
| 6. | Sonny Colbrelli    | Bahrain-Merida             | + 59s    |
| 7. | Julien Simon       | Cofidis, Solutions Crédits | + 59s    |
| 8. | Alejandro Valverde | Movistar Team              | + 59s    |
| 9. | Ben Swift          | UAE Team Emirates          | + 59s    |
| 10. | Michael Valgren    | Astana                     | + 59s    |

| \| Classificação geral \| Classificação geral \| Classificação geral \| Classificação geral \| Classificação geral \| \| Ciclista \| Ciclista \| Equipe \| Tempo \| \| \| ------------------- \| ------------------- \| -------------------------- \| ------------------- \| ------------------- \| \| 1. \| Thomas De Gendt \| Lotto-Soudal \| 4h16m54s \| \| \| 2. \| Axel Domont \| AG2R La Mondiale \| + 48s \| \| \| 3. \| Diego Ulissi \| UAE Team Emirates \| + 1m03s \| \| \| 4. \| Pierre Latour \| AG2R La Mondiale \| + 1m07s \| \| \| 5. \| Emanuel Buchmann \| Bora-Hansgrohe \| + 1m07s \| \| \| 6. \| Sonny Colbrelli \| Bahrain-Merida \| + 1m09s \| \| \| 7. \| Julien Simon \| Cofidis, Solutions Crédits \| + 1m09s \| \| \| 8. \| Alejandro Valverde \| Movistar Team \| + 1m09s \| \| \| 9. \| Ben Swift \| UAE Team Emirates \| + 1m09s \| \| \| 10. \| Michael Valgren \| Astana \| + 1m09s \| \| |                    |                            |          |
| |                    |                            |          |
| |                    |                            |          |
| Classificação geral |                    |                            |          |
| Ciclista | Ciclista           | Equipe                     | Tempo    |
| 1. | Thomas De Gendt    | Lotto-Soudal               | 4h16m54s |
| 2. | Axel Domont        | AG2R La Mondiale           | + 48s    |
| 3. | Diego Ulissi       | UAE Team Emirates          | + 1m03s  |
| 4. | Pierre Latour      | AG2R La Mondiale           | + 1m07s  |
| 5. | Emanuel Buchmann   | Bora-Hansgrohe             | + 1m07s  |
| 6. | Sonny Colbrelli    | Bahrain-Merida             | + 1m09s  |
| 7. | Julien Simon       | Cofidis, Solutions Crédits | + 1m09s  |
| 8. | Alejandro Valverde | Movistar Team              | + 1m09s  |
| 9. | Ben Swift          | UAE Team Emirates          | + 1m09s  |
| 10. | Michael Valgren    | Astana                     | + 1m09s  |

### Etapa 2
| \| Classificação por etapas \| Classificação por etapas \| Classificação por etapas \| Classificação por etapas \| Classificação por etapas \| \| Ciclista \| Ciclista \| Equipe \| Tempo \| \| \| ------------------------ \| ------------------------ \| -------------------------- \| ------------------------ \| ------------------------ \| \| 1. \| Arnaud Démare \| FDJ \| 4h13m53s \| \| \| 2. \| Alexander Kristoff \| Katusha-Alpecin \| + 0s \| \| \| 3. \| Nacer Bouhanni \| Cofidis, Solutions Crédits \| + 0s \| \| \| 4. \| Sonny Colbrelli \| Bahrain-Merida \| + 0s \| \| \| 5. \| Phil Bauhaus \| Team Sunweb \| + 0s \| \| \| 6. \| Edvald Boasson Hagen \| Dimension Data \| + 0s \| \| \| 7. \| Ben Swift \| UAE Team Emirates \| + 0s \| \| \| 8. \| Pascal Ackermann \| Bora-Hansgrohe \| + 0s \| \| \| 9. \| Alberto Bettiol \| Cannondale-Drapac \| + 0s \| \| \| 10. \| Bryan Coquard \| Direct Énergie \| + 0s \| \| |                      |                            |          |
| |                      |                            |          |
| |                      |                            |          |
| Classificação por etapas |                      |                            |          |
| Ciclista | Ciclista             | Equipe                     | Tempo    |
| 1. | Arnaud Démare        | FDJ                        | 4h13m53s |
| 2. | Alexander Kristoff   | Katusha-Alpecin            | + 0s     |
| 3. | Nacer Bouhanni       | Cofidis, Solutions Crédits | + 0s     |
| 4. | Sonny Colbrelli      | Bahrain-Merida             | + 0s     |
| 5. | Phil Bauhaus         | Team Sunweb                | + 0s     |
| 6. | Edvald Boasson Hagen | Dimension Data             | + 0s     |
| 7. | Ben Swift            | UAE Team Emirates          | + 0s     |
| 8. | Pascal Ackermann     | Bora-Hansgrohe             | + 0s     |
| 9. | Alberto Bettiol      | Cannondale-Drapac          | + 0s     |
| 10. | Bryan Coquard        | Direct Énergie             | + 0s     |

| \| Classificação geral \| Classificação geral \| Classificação geral \| Classificação geral \| Classificação geral \| \| Ciclista \| Ciclista \| Equipe \| Tempo \| \| \| ------------------- \| ------------------- \| -------------------------- \| ------------------- \| ------------------- \| \| 1. \| Thomas De Gendt \| Lotto-Soudal \| 8h30m47s \| \| \| 2. \| Axel Domont \| AG2R La Mondiale \| + 48s \| \| \| 3. \| Diego Ulissi \| UAE Team Emirates \| + 1m03s \| \| \| 4. \| Pierre Latour \| AG2R La Mondiale \| + 1m07s \| \| \| 5. \| Emanuel Buchmann \| Bora-Hansgrohe \| + 1m07s \| \| \| 6. \| Sonny Colbrelli \| Bahrain-Merida \| + 1m09s \| \| \| 7. \| Ben Swift \| UAE Team Emirates \| + 1m09s \| \| \| 8. \| Alberto Bettiol \| Cannondale-Drapac \| + 1m09s \| \| \| 9. \| Tony Gallopin \| Lotto-Soudal \| + 1m09s \| \| \| 10. \| Julien Simon \| Cofidis, Solutions Crédits \| + 1m09s \| \| |                  |                            |          |
| |                  |                            |          |
| |                  |                            |          |
| Classificação geral |                  |                            |          |
| Ciclista | Ciclista         | Equipe                     | Tempo    |
| 1. | Thomas De Gendt  | Lotto-Soudal               | 8h30m47s |
| 2. | Axel Domont      | AG2R La Mondiale           | + 48s    |
| 3. | Diego Ulissi     | UAE Team Emirates          | + 1m03s  |
| 4. | Pierre Latour    | AG2R La Mondiale           | + 1m07s  |
| 5. | Emanuel Buchmann | Bora-Hansgrohe             | + 1m07s  |
| 6. | Sonny Colbrelli  | Bahrain-Merida             | + 1m09s  |
| 7. | Ben Swift        | UAE Team Emirates          | + 1m09s  |
| 8. | Alberto Bettiol  | Cannondale-Drapac          | + 1m09s  |
| 9. | Tony Gallopin    | Lotto-Soudal               | + 1m09s  |
| 10. | Julien Simon     | Cofidis, Solutions Crédits | + 1m09s  |

### Etapa 3
| \| Classificação por etapas \| Classificação por etapas \| Classificação por etapas \| Classificação por etapas \| Classificação por etapas \| \| Ciclista \| Ciclista \| Equipe \| Tempo \| \| \| ------------------------ \| ------------------------ \| ---------------------------- \| ------------------------ \| ------------------------ \| \| 1. \| Koen Bouwman \| LottoNL-Jumbo \| 4h06m06s \| \| \| 2. \| Evaldas Šiškevičius \| Delko-Marseille Provence-KTM \| + 0s \| \| \| 3. \| Frederik Backaert \| Wanty-Groupe Gobert \| + 0s \| \| \| 4. \| Bryan Nauleau \| Direct Énergie \| + 0s \| \| \| 5. \| Alexey Vermeulen \| LottoNL-Jumbo \| + 0s \| \| \| 6. \| Quentin Pacher \| Delko-Marseille Provence-KTM \| + 0s \| \| \| 7. \| Arnaud Démare \| FDJ \| + 11s \| \| \| 8. \| Bryan Coquard \| Direct Énergie \| + 11s \| \| \| 9. \| Pascal Ackermann \| Bora-Hansgrohe \| + 11s \| \| \| 10. \| Phil Bauhaus \| Team Sunweb \| + 11s \| \| |                     |                              |          |
| |                     |                              |          |
| |                     |                              |          |
| Classificação por etapas |                     |                              |          |
| Ciclista | Ciclista            | Equipe                       | Tempo    |
| 1. | Koen Bouwman        | LottoNL-Jumbo                | 4h06m06s |
| 2. | Evaldas Šiškevičius | Delko-Marseille Provence-KTM | + 0s     |
| 3. | Frederik Backaert   | Wanty-Groupe Gobert          | + 0s     |
| 4. | Bryan Nauleau       | Direct Énergie               | + 0s     |
| 5. | Alexey Vermeulen    | LottoNL-Jumbo                | + 0s     |
| 6. | Quentin Pacher      | Delko-Marseille Provence-KTM | + 0s     |
| 7. | Arnaud Démare       | FDJ                          | + 11s    |
| 8. | Bryan Coquard       | Direct Énergie               | + 11s    |
| 9. | Pascal Ackermann    | Bora-Hansgrohe               | + 11s    |
| 10. | Phil Bauhaus        | Team Sunweb                  | + 11s    |

| \| Classificação geral \| Classificação geral \| Classificação geral \| Classificação geral \| Classificação geral \| \| Ciclista \| Ciclista \| Equipe \| Tempo \| \| \| ------------------- \| ------------------- \| ------------------- \| ------------------- \| ------------------- \| \| 1. \| Thomas De Gendt \| Lotto-Soudal \| 12h37m04s \| \| \| 2. \| Axel Domont \| AG2R La Mondiale \| + 48s \| \| \| 3. \| Diego Ulissi \| UAE Team Emirates \| + 1m03s \| \| \| 4. \| Pierre Latour \| AG2R La Mondiale \| + 1m07s \| \| \| 5. \| Emanuel Buchmann \| Bora-Hansgrohe \| + 1m07s \| \| \| 6. \| Sonny Colbrelli \| Bahrain-Merida \| + 1m09s \| \| \| 7. \| Ben Swift \| UAE Team Emirates \| + 1m09s \| \| \| 8. \| Alejandro Valverde \| Movistar Team \| + 1m09s \| \| \| 9. \| Tony Gallopin \| Lotto-Soudal \| + 1m09s \| \| \| 10. \| Guillaume Martin \| Wanty-Groupe Gobert \| + 1m09s \| \| |                    |                     |           |
| |                    |                     |           |
| |                    |                     |           |
| Classificação geral |                    |                     |           |
| Ciclista | Ciclista           | Equipe              | Tempo     |
| 1. | Thomas De Gendt    | Lotto-Soudal        | 12h37m04s |
| 2. | Axel Domont        | AG2R La Mondiale    | + 48s     |
| 3. | Diego Ulissi       | UAE Team Emirates   | + 1m03s   |
| 4. | Pierre Latour      | AG2R La Mondiale    | + 1m07s   |
| 5. | Emanuel Buchmann   | Bora-Hansgrohe      | + 1m07s   |
| 6. | Sonny Colbrelli    | Bahrain-Merida      | + 1m09s   |
| 7. | Ben Swift          | UAE Team Emirates   | + 1m09s   |
| 8. | Alejandro Valverde | Movistar Team       | + 1m09s   |
| 9. | Tony Gallopin      | Lotto-Soudal        | + 1m09s   |
| 10. | Guillaume Martin   | Wanty-Groupe Gobert | + 1m09s   |

### Etapa 4
| \| Classificação por etapas \| Classificação por etapas \| Classificação por etapas \| Classificação por etapas \| Classificação por etapas \| \| Ciclista \| Ciclista \| Equipe \| Tempo \| \| \| ------------------------ \| ------------------------ \| ------------------------ \| ------------------------ \| ------------------------ \| \| 1. \| Richie Porte \| BMC Racing Team \| 28m07s \| \| \| 2. \| Tony Martin \| Katusha-Alpecin \| + 12s \| \| \| 3. \| Alejandro Valverde \| Movistar Team \| + 24s \| \| \| 4. \| Stef Clement \| LottoNL-Jumbo \| + 28s \| \| \| 5. \| Chad Haga \| Team Sunweb \| + 32s \| \| \| 6. \| Jasha Sütterlin \| Movistar Team \| + 32s \| \| \| 7. \| Alberto Contador \| Trek-Segafredo \| + 35s \| \| \| 8. \| Chris Froome \| Team Sky \| + 37s \| \| \| 9. \| Thomas De Gendt \| Lotto-Soudal \| + 42s \| \| \| 10. \| Brent Bookwalter \| BMC Racing Team \| + 45s \| \| |                    |                 |        |
| |                    |                 |        |
| |                    |                 |        |
| Classificação por etapas |                    |                 |        |
| Ciclista | Ciclista           | Equipe          | Tempo  |
| 1. | Richie Porte       | BMC Racing Team | 28m07s |
| 2. | Tony Martin        | Katusha-Alpecin | + 12s  |
| 3. | Alejandro Valverde | Movistar Team   | + 24s  |
| 4. | Stef Clement       | LottoNL-Jumbo   | + 28s  |
| 5. | Chad Haga          | Team Sunweb     | + 32s  |
| 6. | Jasha Sütterlin    | Movistar Team   | + 32s  |
| 7. | Alberto Contador   | Trek-Segafredo  | + 35s  |
| 8. | Chris Froome       | Team Sky        | + 37s  |
| 9. | Thomas De Gendt    | Lotto-Soudal    | + 42s  |
| 10. | Brent Bookwalter   | BMC Racing Team | + 45s  |

| \| Classificação geral \| Classificação geral \| Classificação geral \| Classificação geral \| Classificação geral \| \| Ciclista \| Ciclista \| Equipe \| Tempo \| \| \| ------------------- \| ------------------- \| ------------------- \| ------------------- \| ------------------- \| \| 1. \| Thomas De Gendt \| Lotto-Soudal \| 13h05m53s \| \| \| 2. \| Richie Porte \| BMC Racing Team \| + 27s \| \| \| 3. \| Alejandro Valverde \| Movistar Team \| + 51s \| \| \| 4. \| Stef Clement \| LottoNL-Jumbo \| + 55s \| \| \| 5. \| Alberto Contador \| Trek-Segafredo \| + 1m02s \| \| \| 6. \| Chris Froome \| Team Sky \| + 1m04s \| \| \| 7. \| Brent Bookwalter \| BMC Racing Team \| + 1m12s \| \| \| 8. \| Jesús Herrada \| Movistar Team \| + 1m15s \| \| \| 9. \| Sam Oomen \| Team Sunweb \| + 1m17s \| \| \| 10. \| Diego Ulissi \| UAE Team Emirates \| + 1m22s \| \| |                    |                   |           |
| |                    |                   |           |
| |                    |                   |           |
| Classificação geral |                    |                   |           |
| Ciclista | Ciclista           | Equipe            | Tempo     |
| 1. | Thomas De Gendt    | Lotto-Soudal      | 13h05m53s |
| 2. | Richie Porte       | BMC Racing Team   | + 27s     |
| 3. | Alejandro Valverde | Movistar Team     | + 51s     |
| 4. | Stef Clement       | LottoNL-Jumbo     | + 55s     |
| 5. | Alberto Contador   | Trek-Segafredo    | + 1m02s   |
| 6. | Chris Froome       | Team Sky          | + 1m04s   |
| 7. | Brent Bookwalter   | BMC Racing Team   | + 1m12s   |
| 8. | Jesús Herrada      | Movistar Team     | + 1m15s   |
| 9. | Sam Oomen          | Team Sunweb       | + 1m17s   |
| 10. | Diego Ulissi       | UAE Team Emirates | + 1m22s   |

### Etapa 5
| \| Classificação por etapas \| Classificação por etapas \| Classificação por etapas \| Classificação por etapas \| Classificação por etapas \| \| Ciclista \| Ciclista \| Equipe \| Tempo \| \| \| ------------------------ \| ------------------------ \| -------------------------- \| ------------------------ \| ------------------------ \| \| 1. \| Phil Bauhaus \| Team Sunweb \| 4h04m32s \| \| \| 2. \| Arnaud Démare \| FDJ \| + 0s \| \| \| 3. \| Bryan Coquard \| Direct Énergie \| + 0s \| \| \| 4. \| Adrien Petit \| Direct Énergie \| + 0s \| \| \| 5. \| Nacer Bouhanni \| Cofidis, Solutions Crédits \| + 0s \| \| \| 6. \| Alexander Kristoff \| Katusha-Alpecin \| + 0s \| \| \| 7. \| Pascal Ackermann \| Bora-Hansgrohe \| + 0s \| \| \| 8. \| Edvald Boasson Hagen \| Dimension Data \| + 0s \| \| \| 9. \| Enrico Battaglin \| LottoNL-Jumbo \| + 0s \| \| \| 10. \| Oliver Naesen \| AG2R La Mondiale \| + 0s \| \| |                      |                            |          |
| |                      |                            |          |
| |                      |                            |          |
| Classificação por etapas |                      |                            |          |
| Ciclista | Ciclista             | Equipe                     | Tempo    |
| 1. | Phil Bauhaus         | Team Sunweb                | 4h04m32s |
| 2. | Arnaud Démare        | FDJ                        | + 0s     |
| 3. | Bryan Coquard        | Direct Énergie             | + 0s     |
| 4. | Adrien Petit         | Direct Énergie             | + 0s     |
| 5. | Nacer Bouhanni       | Cofidis, Solutions Crédits | + 0s     |
| 6. | Alexander Kristoff   | Katusha-Alpecin            | + 0s     |
| 7. | Pascal Ackermann     | Bora-Hansgrohe             | + 0s     |
| 8. | Edvald Boasson Hagen | Dimension Data             | + 0s     |
| 9. | Enrico Battaglin     | LottoNL-Jumbo              | + 0s     |
| 10. | Oliver Naesen        | AG2R La Mondiale           | + 0s     |

| \| Classificação geral \| Classificação geral \| Classificação geral \| Classificação geral \| Classificação geral \| \| Ciclista \| Ciclista \| Equipe \| Tempo \| \| \| ------------------- \| ------------------- \| ------------------- \| ------------------- \| ------------------- \| \| 1. \| Thomas De Gendt \| Lotto-Soudal \| 17h10m25s \| \| \| 2. \| Richie Porte \| BMC Racing Team \| + 27s \| \| \| 3. \| Alejandro Valverde \| Movistar Team \| + 51s \| \| \| 4. \| Stef Clement \| LottoNL-Jumbo \| + 55s \| \| \| 5. \| Alberto Contador \| Trek-Segafredo \| + 1m02s \| \| \| 6. \| Chris Froome \| Team Sky \| + 1m04s \| \| \| 7. \| Brent Bookwalter \| BMC Racing Team \| + 1m12s \| \| \| 8. \| Jesús Herrada \| Movistar Team \| + 1m15s \| \| \| 9. \| Sam Oomen \| Team Sunweb \| + 1m17s \| \| \| 10. \| Diego Ulissi \| UAE Team Emirates \| + 1m22s \| \| |                    |                   |           |
| |                    |                   |           |
| |                    |                   |           |
| Classificação geral |                    |                   |           |
| Ciclista | Ciclista           | Equipe            | Tempo     |
| 1. | Thomas De Gendt    | Lotto-Soudal      | 17h10m25s |
| 2. | Richie Porte       | BMC Racing Team   | + 27s     |
| 3. | Alejandro Valverde | Movistar Team     | + 51s     |
| 4. | Stef Clement       | LottoNL-Jumbo     | + 55s     |
| 5. | Alberto Contador   | Trek-Segafredo    | + 1m02s   |
| 6. | Chris Froome       | Team Sky          | + 1m04s   |
| 7. | Brent Bookwalter   | BMC Racing Team   | + 1m12s   |
| 8. | Jesús Herrada      | Movistar Team     | + 1m15s   |
| 9. | Sam Oomen          | Team Sunweb       | + 1m17s   |
| 10. | Diego Ulissi       | UAE Team Emirates | + 1m22s   |

### Etapa 6
| \| Classificação por etapas \| Classificação por etapas \| Classificação por etapas \| Classificação por etapas \| Classificação por etapas \| \| Ciclista \| Ciclista \| Equipe \| Tempo \| \| \| ------------------------ \| ------------------------ \| ------------------------ \| ------------------------ \| ------------------------ \| \| 1. \| Jakob Fuglsang \| Astana \| 3h41m48s \| \| \| 2. \| Richie Porte \| BMC Racing Team \| + 0s \| \| \| 3. \| Chris Froome \| Team Sky \| + 0s \| \| \| 4. \| Fabio Aru \| Astana \| + 0s \| \| \| 5. \| Alejandro Valverde \| Movistar Team \| + 50s \| \| \| 6. \| Daniel Martin \| Quick-Step Floors \| + 50s \| \| \| 7. \| Romain Bardet \| AG2R La Mondiale \| + 50s \| \| \| 8. \| Oliver Naesen \| AG2R La Mondiale \| + 1m06s \| \| \| 9. \| Alberto Contador \| Trek-Segafredo \| + 1m06s \| \| \| 10. \| Emanuel Buchmann \| Bora-Hansgrohe \| + 1m14s \| \| |                    |                   |          |
| |                    |                   |          |
| |                    |                   |          |
| Classificação por etapas |                    |                   |          |
| Ciclista | Ciclista           | Equipe            | Tempo    |
| 1. | Jakob Fuglsang     | Astana            | 3h41m48s |
| 2. | Richie Porte       | BMC Racing Team   | + 0s     |
| 3. | Chris Froome       | Team Sky          | + 0s     |
| 4. | Fabio Aru          | Astana            | + 0s     |
| 5. | Alejandro Valverde | Movistar Team     | + 50s    |
| 6. | Daniel Martin      | Quick-Step Floors | + 50s    |
| 7. | Romain Bardet      | AG2R La Mondiale  | + 50s    |
| 8. | Oliver Naesen      | AG2R La Mondiale  | + 1m06s  |
| 9. | Alberto Contador   | Trek-Segafredo    | + 1m06s  |
| 10. | Emanuel Buchmann   | Bora-Hansgrohe    | + 1m14s  |

| \| Classificação geral \| Classificação geral \| Classificação geral \| Classificação geral \| Classificação geral \| \| Ciclista \| Ciclista \| Equipe \| Tempo \| \| \| ------------------- \| ------------------- \| ------------------- \| ------------------- \| ------------------- \| \| 1. \| Richie Porte \| BMC Racing Team \| 20h52m34s \| \| \| 2. \| Chris Froome \| Team Sky \| + 39s \| \| \| 3. \| Jakob Fuglsang \| Astana \| + 1m15s \| \| \| 4. \| Alejandro Valverde \| Movistar Team \| + 1m20s \| \| \| 5. \| Fabio Aru \| Astana \| + 1m24s \| \| \| 6. \| Alberto Contador \| Trek-Segafredo \| + 1m47s \| \| \| 7. \| Daniel Martin \| Quick-Step Floors \| + 2m14s \| \| \| 8. \| Emanuel Buchmann \| Bora-Hansgrohe \| + 2m30s \| \| \| 9. \| Romain Bardet \| AG2R La Mondiale \| + 2m49s \| \| \| 10. \| Rafa Valls \| Lotto-Soudal \| + 3m16s \| \| |                    |                   |           |
| |                    |                   |           |
| |                    |                   |           |
| Classificação geral |                    |                   |           |
| Ciclista | Ciclista           | Equipe            | Tempo     |
| 1. | Richie Porte       | BMC Racing Team   | 20h52m34s |
| 2. | Chris Froome       | Team Sky          | + 39s     |
| 3. | Jakob Fuglsang     | Astana            | + 1m15s   |
| 4. | Alejandro Valverde | Movistar Team     | + 1m20s   |
| 5. | Fabio Aru          | Astana            | + 1m24s   |
| 6. | Alberto Contador   | Trek-Segafredo    | + 1m47s   |
| 7. | Daniel Martin      | Quick-Step Floors | + 2m14s   |
| 8. | Emanuel Buchmann   | Bora-Hansgrohe    | + 2m30s   |
| 9. | Romain Bardet      | AG2R La Mondiale  | + 2m49s   |
| 10. | Rafa Valls         | Lotto-Soudal      | + 3m16s   |

### Etapa 7
| \| Classificação por etapas \| Classificação por etapas \| Classificação por etapas \| Classificação por etapas \| Classificação por etapas \| \| Ciclista \| Ciclista \| Equipe \| Tempo \| \| \| ------------------------ \| ------------------------ \| ------------------------ \| ------------------------ \| ------------------------ \| \| 1. \| Peter Kennaugh \| Team Sky \| 4h43m59s \| \| \| 2. \| Ben Swift \| UAE Team Emirates \| + 13s \| \| \| 3. \| Jesús Herrada \| Movistar Team \| + 1m11s \| \| \| 4. \| Jelle Vanendert \| Lotto-Soudal \| + 1m13s \| \| \| 5. \| Romain Bardet \| AG2R La Mondiale \| + 1m14s \| \| \| 6. \| Richie Porte \| BMC Racing Team \| + 1m56s \| \| \| 7. \| Jakob Fuglsang \| Astana \| + 1m56s \| \| \| 8. \| Andrew Talansky \| Cannondale-Drapac \| + 2m04s \| \| \| 9. \| Alberto Contador \| Trek-Segafredo \| + 2m04s \| \| \| 10. \| Fabio Aru \| Astana \| + 2m13s \| \| |                  |                   |          |
| |                  |                   |          |
| |                  |                   |          |
| Classificação por etapas |                  |                   |          |
| Ciclista | Ciclista         | Equipe            | Tempo    |
| 1. | Peter Kennaugh   | Team Sky          | 4h43m59s |
| 2. | Ben Swift        | UAE Team Emirates | + 13s    |
| 3. | Jesús Herrada    | Movistar Team     | + 1m11s  |
| 4. | Jelle Vanendert  | Lotto-Soudal      | + 1m13s  |
| 5. | Romain Bardet    | AG2R La Mondiale  | + 1m14s  |
| 6. | Richie Porte     | BMC Racing Team   | + 1m56s  |
| 7. | Jakob Fuglsang   | Astana            | + 1m56s  |
| 8. | Andrew Talansky  | Cannondale-Drapac | + 2m04s  |
| 9. | Alberto Contador | Trek-Segafredo    | + 2m04s  |
| 10. | Fabio Aru        | Astana            | + 2m13s  |

| \| Classificação geral \| Classificação geral \| Classificação geral \| Classificação geral \| Classificação geral \| \| Ciclista \| Ciclista \| Equipe \| Tempo \| \| \| ------------------- \| ------------------- \| ------------------- \| ------------------- \| ------------------- \| \| 1. \| Richie Porte \| BMC Racing Team \| 25h38m29s \| \| \| 2. \| Chris Froome \| Team Sky \| + 1m02s \| \| \| 3. \| Jakob Fuglsang \| Astana \| + 1m15s \| \| \| 4. \| Fabio Aru \| Astana \| + 1m41s \| \| \| 5. \| Alejandro Valverde \| Movistar Team \| + 1m43s \| \| \| 6. \| Romain Bardet \| AG2R La Mondiale \| + 2m07s \| \| \| 7. \| Alberto Contador \| Trek-Segafredo \| + 2m15s \| \| \| 8. \| Daniel Martin \| Quick-Step Floors \| + 2m31s \| \| \| 9. \| Emanuel Buchmann \| Bora-Hansgrohe \| + 2m53s \| \| \| 10. \| Andrew Talansky \| Cannondale-Drapac \| + 3m43s \| \| |                    |                   |           |
| |                    |                   |           |
| |                    |                   |           |
| Classificação geral |                    |                   |           |
| Ciclista | Ciclista           | Equipe            | Tempo     |
| 1. | Richie Porte       | BMC Racing Team   | 25h38m29s |
| 2. | Chris Froome       | Team Sky          | + 1m02s   |
| 3. | Jakob Fuglsang     | Astana            | + 1m15s   |
| 4. | Fabio Aru          | Astana            | + 1m41s   |
| 5. | Alejandro Valverde | Movistar Team     | + 1m43s   |
| 6. | Romain Bardet      | AG2R La Mondiale  | + 2m07s   |
| 7. | Alberto Contador   | Trek-Segafredo    | + 2m15s   |
| 8. | Daniel Martin      | Quick-Step Floors | + 2m31s   |
| 9. | Emanuel Buchmann   | Bora-Hansgrohe    | + 2m53s   |
| 10. | Andrew Talansky    | Cannondale-Drapac | + 3m43s   |

### Etapa 8
| \| Classificação por etapas \| Classificação por etapas \| Classificação por etapas \| Classificação por etapas \| Classificação por etapas \| \| Ciclista \| Ciclista \| Equipe \| Tempo \| \| \| ------------------------ \| ------------------------ \| ------------------------ \| ------------------------ \| ------------------------ \| \| 1. \| Jakob Fuglsang \| Astana \| 3h26m20s \| \| \| 2. \| Daniel Martin \| Quick-Step Floors \| + 12s \| \| \| 3. \| Louis Meintjes \| UAE Team Emirates \| + 27s \| \| \| 4. \| Emanuel Buchmann \| Bora-Hansgrohe \| + 44s \| \| \| 5. \| Fabio Aru \| Astana \| + 1m01s \| \| \| 6. \| Romain Bardet \| AG2R La Mondiale \| + 1m02s \| \| \| 7. \| Richie Porte \| BMC Racing Team \| + 1m15s \| \| \| 8. \| Chris Froome \| Team Sky \| + 1m36s \| \| \| 9. \| Rafa Valls \| Lotto-Soudal \| + 1m41s \| \| \| 10. \| Alejandro Valverde \| Movistar Team \| + 3m30s \| \| |                    |                   |          |
| |                    |                   |          |
| |                    |                   |          |
| Classificação por etapas |                    |                   |          |
| Ciclista | Ciclista           | Equipe            | Tempo    |
| 1. | Jakob Fuglsang     | Astana            | 3h26m20s |
| 2. | Daniel Martin      | Quick-Step Floors | + 12s    |
| 3. | Louis Meintjes     | UAE Team Emirates | + 27s    |
| 4. | Emanuel Buchmann   | Bora-Hansgrohe    | + 44s    |
| 5. | Fabio Aru          | Astana            | + 1m01s  |
| 6. | Romain Bardet      | AG2R La Mondiale  | + 1m02s  |
| 7. | Richie Porte       | BMC Racing Team   | + 1m15s  |
| 8. | Chris Froome       | Team Sky          | + 1m36s  |
| 9. | Rafa Valls         | Lotto-Soudal      | + 1m41s  |
| 10. | Alejandro Valverde | Movistar Team     | + 3m30s  |

## Classificações finais
- As classificações finalizaram da seguinte forma:[7]

### Classificação geral
|  | Pos. |  | Ciclista           | Equipo            | Tempo            |  | Diferencia   |  |
|  | ---- |  | ------------------ | ----------------- | ---------------- |  | ------------ |  |
|  | 1.º  |  | Jakob Fuglsang     | Astana            | 29 h 05 min 54 s |  |              |  |
|  | 2.°  |  | Richie Porte       | BMC Racing        | 29 h 06 min 04 s |  | a 10 s       |  |
|  | 3.°  |  | Dan Martin         | Quick-Step Floors | 29 h 07 min 26 s |  | a 1 min 32 s |  |
|  | 4.°  |  | Chris Froome       | Sky               | 29 h 07 min 27 s |  | a 1 min 33 s |  |
|  | 5.°  |  | Fabio Aru          | Astana            | 29 h 07 min 31 s |  | a 1 min 37 s |  |
|  | 6.°  |  | Romain Bardet      | AG2R La Mondiale  | 29 h 07 min 58 s |  | a 2 min 04 s |  |
|  | 7.°  |  | Emanuel Buchmann   | Bora-Hansgrohe    | 29 h 08 min 26 s |  | a 2 min 32 s |  |
|  | 8.°  |  | Louis Meintjes     | UAE Emirates      | 29 h 09 min 06 s |  | a 3 min 12 s |  |
|  | 9.°  |  | Alejandro Valverde | Movistar          | 29 h 10 min 02 s |  | a 4 min 08 s |  |
|  | 10.° |  | Rafael Valls       | Lotto Soudal      | 29 h 10 min 34 s |  | a 4 min 40 s |  |
|  |      |  |                    |                   |                  |  |              |  |

### Classificação por pontos
|  | Pos. |  | Ciclista       | Equipo         | Pontos |  |
|  | ---- |  | -------------- | -------------- | ------ |  |
|  | 1.º  |  | Arnaud Démare  | FDJ            | 59     |  |
|  | 2.°  |  | Phil Bauhaus   | Sunweb         | 47     |  |
|  | 3.°  |  | Richie Porte   | BMC Racing     | 36     |  |
|  | 4.°  |  | Bryan Coquard  | Direct Énergie | 36     |  |
|  | 5.°  |  | Jakob Fuglsang | Astana         | 34     |  |
|  |      |  |                |                |        |  |

### Classificação da montanha
|  | Pos. |  | Ciclista       | Equipo            | Pontos |  |
|  | ---- |  | -------------- | ----------------- | ------ |  |
|  | 1.º  |  | Koen Bouwman   | LottoNL-Jumbo     | 44     |  |
|  | 2.°  |  | Ben Swift      | UAE Emirates      | 29     |  |
|  | 3.°  |  | Fabio Aru      | Astana            | 29     |  |
|  | 4.°  |  | Jakob Fuglsang | Astana            | 26     |  |
|  | 5.°  |  | Dan Martin     | Quick-Step Floors | 24     |  |
|  |      |  |                |                   |        |  |

### Classificação dos jovens
|  | Pos. |  | Ciclista         | Equipo         | Tempo            |  | Diferencia   |  |
|  | ---- |  | ---------------- | -------------- | ---------------- |  | ------------ |  |
|  | 1.º  |  | Emanuel Buchmann | Bora-Hansgrohe | 29 h 08 min 26 s |  |              |  |
|  | 2.°  |  | Louis Meintjes   | UAE Emirates   | 29 h 09 min 06 s |  | a 40 s       |  |
|  | 3.°  |  | Tiesj Benoot     | Lotto Soudal   | 29 h 13 min 57 s |  | a 5 min 31 s |  |
|  |      |  |                  |                |                  |  |              |  |

### Classificação por equipas
| Pos. |  | Equipo           | Tempo            |  | Diferencia   |  |
| ---- |  | ---------------- | ---------------- |  | ------------ |  |
| 1.º  |  | AG2R La Mondiale | 87 h 44 min 22 s |  |              |  |
| 2.°  |  | Lotto Soudal     | 87 h 51 min 49 s |  | a 7 min 27 s |  |
| 3.°  |  | Astana           | 87 h 52 min 58 s |  | a 8 min 36 s |  |

## Evolução das classificações
| Etapa (Vencedor)               | Classificação geral | Classificação da montanha | Classificação por pontos | Classificação dos jovens | Classificação por equipas |
| ------------------------------ | ------------------- | ------------------------- | ------------------------ | ------------------------ | ------------------------- |
| 1.ª etapa (Thomas de Gendt)    | Thomas de Gendt     | Thomas de Gendt           | Thomas de Gendt          | Pierre Latour            | Lotto Soudal              |
| 2.ª etapa (Arnaud Démare)      | Thomas de Gendt     | Thomas de Gendt           | Sonny Colbrelli          | Pierre Latour            | Lotto Soudal              |
| 3.ª etapa (Koen Bouwman)       | Thomas de Gendt     | Thomas de Gendt           | Arnaud Démare            | Pierre Latour            | Lotto Soudal              |
| 4.ª etapa (CRI) (Richie Porte) | Thomas de Gendt     | Thomas de Gendt           | Arnaud Démare            | Sam Oomen                | Movistar                  |
| 5.ª etapa (Phil Bauhaus)       | Thomas de Gendt     | Koen Bouwman              | Arnaud Démare            | Sam Oomen                | Movistar                  |
| 6.ª etapa (Jakob Fuglsang)     | Richie Porte        | Koen Bouwman              | Arnaud Démare            | Emanuel Buchmann         | AG2R La Mondiale          |
| 7.ª etapa (Peter Kennaugh)     | Richie Porte        | Koen Bouwman              | Arnaud Démare            | Emanuel Buchmann         | AG2R La Mondiale          |
| 8.ª etapa (Jakob Fuglsang)     | Jakob Fuglsang      | Koen Bouwman              | Arnaud Démare            | Emanuel Buchmann         | AG2R La Mondiale          |
| Final                          | Jakob Fuglsang      | Koen Bouwman              | Arnaud Démare            | Emanuel Buchmann         | AG2R La Mondiale          |

## UCI World Ranking
O Critério do Dauphiné outorga pontos para o UCI WorldTour de 2017 e o UCI World Ranking, este último para corredores das equipas nas categorias UCI ProTeam, Profissional Continental e Equipas Continentais. As seguintes tabelas são o barómetro de pontuação e os corredores que obtiveram pontos:
| Posição             | 1.ª | 2.ª | 3.ª | 4.ª | 5.ª | 6.ª | 7.ª | 8.ª | 9.ª | 10.ª |
| Classificação geral | 500 | 400 | 325 | 275 | 225 | 175 | 150 | 125 | 100 | 85   |
| Por etapa           | 60  | 25  | 10  |     |     |     |     |     |     |      |
| Líder               | 10  |     |     |     |     |     |     |     |     |      |

| Classificação | Classificação      | Classificação     | Classificação | Classificação | Classificação | Classificação |
| Posição       | Ciclista           | Equipa            | Geral         | Etapa         | Líder         | Total         |
| ------------- | ------------------ | ----------------- | ------------- | ------------- | ------------- | ------------- |
| 1.º           | Jakob Fuglsang     | Astana            | 500           | 120           | -             | 620           |
| 2.º           | Richie Porte       | BMC Racing        | 400           | 85            | 20            | 505           |
| 3.º           | Daniel Martin      | Quick-Step Floors | 325           | 25            | -             | 350           |
| 4.º           | Chris Froome       | Sky               | 275           | 10            | -             | 285           |
| 5.º           | Fabio Aru          | Astana            | 225           | -             | -             | 225           |
| 6.º           | Romain Bardet      | AG2R La Mondiale  | 175           | -             | -             | 175           |
| 7.º           | Emanuel Buchmann   | Bora-Hansgrohe    | 150           | -             | -             | 150           |
| 8.º           | Louis Meintjes     | UAE Emirates      | 125           | 10            | -             | 135           |
| 9.º           | Alejandro Valverde | Movistar          | 100           | 10            | -             | 110           |
| 10.º          | Thomas de Gendt    | Lotto Soudal      | -             | 60            | 50            | 110           |